# Dalry (Édimbourg)
Pour les articles homonymes, voir Dalry.
Dalry est un quartier d'Édimbourg en Écosse. 
Il est situé à proximité du centre-ville, entre Haymarket et Gorgie. Le quartier est de nos jours principalement résidentiel. Il s'articule autour de Dalry Road, qui compte de nombreux magasins, restaurants et petites entreprises. Situé à l'extérieur des anciens remparts de la ville et à l'ouest du château, le quartier faisait initialement partie du domaine agricole de Dalry House (construit en 1661), à l'exception du moulin de Dalry, considéré comme le plus ancien moulin à papier d'Écosse, aujourd'hui démoli.
À l'époque victorienne, le développement industriel s'est accompagné de la construction de grands immeubles, de nouveaux tracés routiers et de l'ajout d'infrastructures ferroviaires, qui ont tous occupé les anciens champs. Au début du XXIe siècle, la majeure partie de l'industrie de Dalry a disparu, les anciens sites étant convertis en logements privés.

## Étymologie
Le nom Dalry pourrait dériver de Dail Ruigh ou Dail Rìgh, qui signifient respectivement « Lieu des Champs » ou « Champ du Roi » en gaélique écossais. « Dail Fhraoich », signifiant « Champ de bruyère », a également été suggéré comme une dérivation (« Fh » est muet). 

## Géographie
Dalry est centrée sur Dalry Road, qui marque, à Haymarket, le début de l'A70. Le quartier est souvent mentionné avec la zone voisine de Gorgie, au sud-ouest, et le nom commun Gorgie-Dalry est souvent utilisé par le conseil municipal d'Édimbourg.
La West Approach Road, avec le quartier de Fountainbridge au-delà, marque la limite sud-est de Dalry. Un ligne de métro a relié Dalry et Fountainbridge sous la ligne principale du Caledonian Railway (en), mais il n'en reste qu'une voie piétonne principale après le remplacement de la voie ferrée par la West Approach Road dans les années 1970. 
Dalry est également limitrophe des quartiers d'Ardmillan au sud, de Roseburn (en) au nord-ouest et de Haymarket au nord. Dalry offre de nombreux commerces, restaurants et installations de loisirs. Princes Street, dans le centre d'Édimbourg, est à dix à quinze minutes à pied du quartier. De nombreux grands employeurs d'Édimbourg sont également accessibles à pied. La gare la plus proche est celle de Haymarket, située juste à côté de la limite nord de Dalry.

## Histoire
Dalry est mentionné pour la première fois vers 1328, alors qu'il appartient, avec Merchiston (en), à William Bisset (en). Le moulin de Dalry était situé sur ces terres et aurait existé sous diverses formes d'au moins 1478 jusqu'au milieu du XVIIIe siècle. Lorsqu'il appartenait à Mungo Russell en 1590, le moulin produisait du papier. Il est le premier moulin à papier dont l'existence est attestée en Écosse,,,. Le moulin à papier produisait du « papier blanc pour l'écriture et l'impression » destiné à l'impression et à l'édition du centre-ville voisin. Aujourd'hui, il serait considéré comme situé dans la région de Roseburn plutôt que de Dalry.
À l'exception du moulin, la zone était principalement constituée de terres agricoles, situées à l'extérieur de Old Town. L'ancien manoir, Dalry House, construit vers 1661, existe toujours. La maison, autrefois située sur un vaste terrain, est de nos jours entourée de logements et se trouve sur Orwell Place. Elle a été probablement construite pour la famille Chiesley, qui en occupa la propriété. La maison était réputée hantée par un membre de la famille, John Chiesley. John Chiesley, le propriétaire foncier local, était marié à Margaret Nicholson. Le mariage fut dit malheureux (bien qu'il ait donné naissance à des enfants, dont Rachel Chiesley, Lady Grange) et Margaret poursuivit son mari en justice pour obtenir des aliments. Elle reçut 1 700 merks de George Lockhart of Carnwath (en), Lord President of the Court of Session (en). Furieux du résultat, John Chiesley abattit le juge Lockhart près de son domicile d'Old Bank Close, près de Lawnmarket, alors qu'il rentrait de l'église le dimanche de Pâques, le 31 mars 1689. Chiesley ne tenta pas de s'échapper et avoua lors de son procès, qui se tint devant le Lord Provost le lendemain. Deux jours plus tard, il fut conduit du Tolbooth à la Mercat Cross, sur High Street. Sa main droite fut coupée avant d'être pendu, et le pistolet qu'il avait utilisé pour le meurtre lui fut passé autour du cou. Selon Robert Chambers, écrivant en 1824 : « Le corps fut volé à la potence, comme on le supposait, par ses amis, et on ne sut jamais ce qu'il était devenu avant plus d'un siècle, lorsqu'en retirant la pierre du foyer d'un cottage à Dalry Park, près d'Édimbourg, on découvrit un squelette humain, avec les restes d'un pistolet près du cou. Il ne faisait aucun doute qu'il s'agissait des restes de Chiesley. » Une enquête ultérieure a révélé qu'il s'agissait du corps de John Chiesley (connu familièrement sous le nom de « Johnny One-Arm »). 
Cinq ans plus tard, en 1694, Robert Chieslie (en), le frère de John, devint Lord-prévôt d'Édimbourg. 
Dalry House et les terres environnantes passèrent à la famille Walker entre 1790 et 1812. En 1870, la maison est vendue à l'Église épiscopale écossaise et, de la fin du XIXe siècle à environ 1960, elle est utilisée comme école normale et par le Comité de protection des personnes âgées d'Édimbourg et de Leith pour des activités sociales, des cours et un club de déjeuner jusqu'à sa fermeture en 2002. L'acteur Alastair Sim enseigna au collège entre 1922 et 1924. La maison est ensuite rénovée et transformée en appartements privés au début du XXIe siècle,.

### Industrialisation

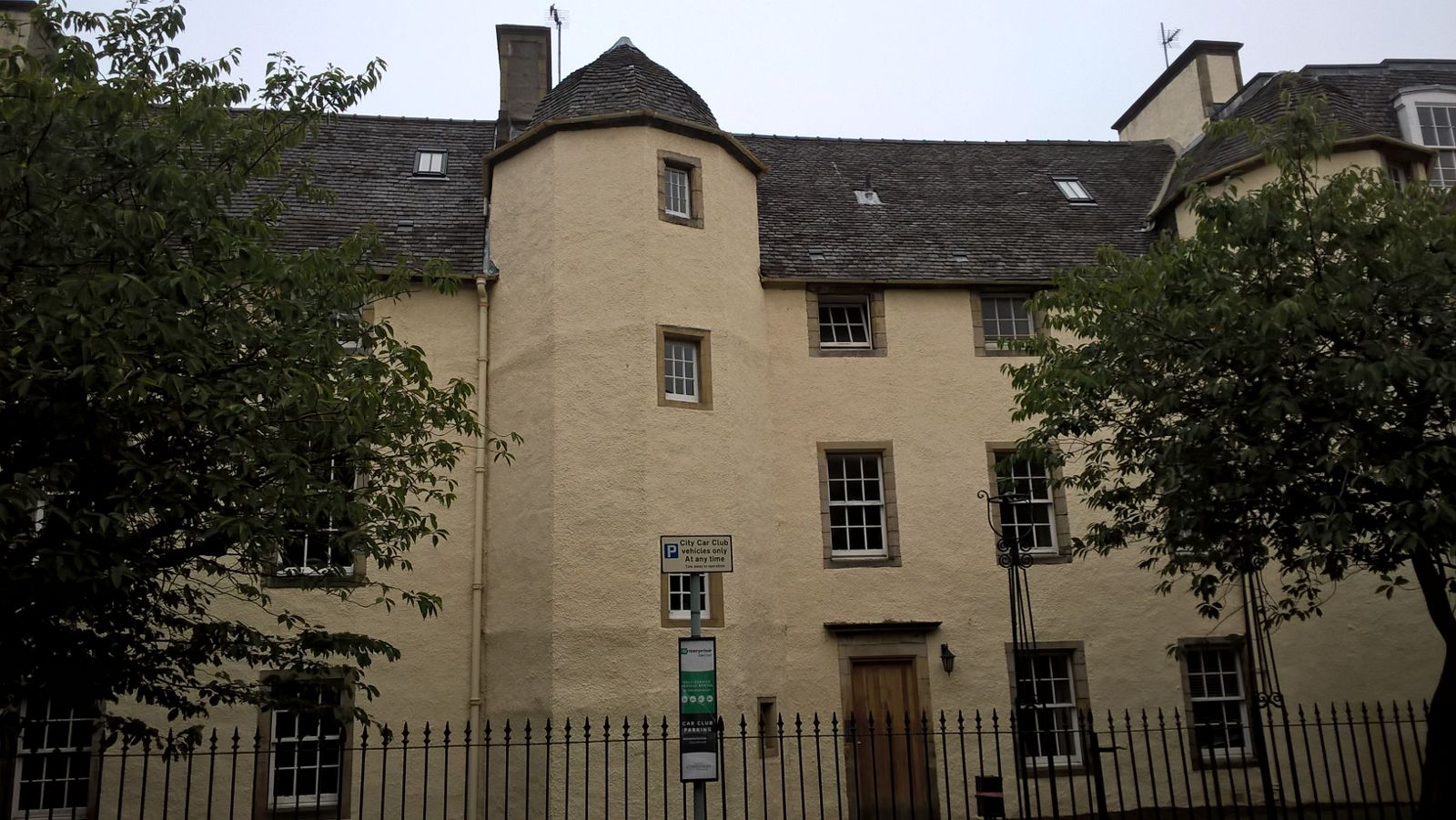
Dalry House.

Dalry a connu un développement intensif au XIXe siècle et contient un mélange d'immeubles traditionnels, des « colonies » (maisons mitoyennes où un étage a une entrée d'un côté, et l'autre étage a une entrée de l'autre côté ; les noms des rues suivent les bâtiments plutôt que les routes qui les relient). Les colonies de Dalry sont accessibles depuis Dalry Place, à l'extrémité est de Dalry Road, et comprennent huit rues : Lewis Terrace, Walker Terrace, Douglas Terrace, Cobden Terrace, Argyll Terrace, Bright Terrace, Atholl Terrace, McLaren Terrace et Breadalbane Terrace. Quatre de ces rues portent le nom d'hommes politiques, éminents de l'Anti-Corn Law League : Richard Cobden, Duncan McLaren, John Bright et Samuel Walker. Une autre porte le nom de Bailie David Lewis (rédacteur en chef de l'hebdomadaire Reformer d'Édimbourg) et les trois autres noms sont des lieux en Écosse. Les colonies de Dalry ont été construites entre 1868 et 1870 par l'Edinburgh Cooperative Building Company Limited, principalement pour loger les travailleurs du Caledonian Railway. Les colonies de Dalry sont des bâtiments classés de catégorie B. 
La croissance des bâtiments industriels, à proximité du développement ferroviaire de l'époque, a créé de nouveaux emplois à Dalry. Ceux-ci comprenaient des emplois dans les chemins de fer eux-mêmes, ainsi qu'à la brasserie Fountain, à la distillerie Caledonian, au moulin du château de la North British Rubber Company (1856) et à la biscuiterie de Grove Street (1868). Cela a conduit à une augmentation des besoins en nouveaux développements résidentiels, conduisant à un boom important de la construction de logements locatifs à la fin du XIXe siècle, principalement par l'homme d'affaires et baronnet écossais James Steel. Steel a acheté et développé trois parcelles principales de terrain ; les développements Caledonian, Downfield et Murieston, tous construits avant 1887. Les neveux de James Steel, James Steel Allan (1850 - 1927), Alexander Allan (1866 - 1938) et Hugh Percival (1854 - 1912) ont construit les immeubles qui bordent les routes Gorgie-Dalry entre les années 1888 et 1902, James Steel Allan contribuant le plus avec trente-six lots de construction, suivi par la contribution de son frère, Alexander, avec seize parcelles.
Durant les périodes victorienne et édouardienne, plusieurs monuments locaux sont construits, dont certains subsistent encore aujourd'hui. Dalry, par exemple, possède l'une des piscines victoriennes d'Édimbourg, de nos jours connue sous le nom de Dalry Swim Centre, sur Caledonian Crescent. La piscine a ouvert ses portes en 1897. Le quartier abrite également le plus ancien cinéma d'Édimbourg et le deuxième plus ancien d'Écosse, construit à cet effet. Il a ouvert ses portes en décembre 1912 sous le nom de « The Haymarket Cinema », situé au 90 Dalry Road, puis rebaptisé « Scotia » en 1949. Seul le foyer demeure, un salon de tatouage (fermé depuis 2016), et l'auditorium principal a été démoli en 2013. 
Le nord-est de Dalry a connu un développement majeur, notamment l'ancien dépôt ferroviaire de Haymarket, resté quasiment vide depuis sa fermeture dans les années 1960. Le site figurait parmi les emplacements potentiels pour le Parlement écossais. La construction d'un nouveau complexe de commerces, d'hôtels et de bureaux, d'un coût de 200 millions de livres sterling, a débuté en 2013. Les travaux de renforcement des tunnels ferroviaires actifs sous le site, reliant la gare de Haymarket à Édimbourg Waverley, à l'est, ont débuté. Les travaux de construction au rez-de-chaussée ont commencé en mai 2016 et se sont achevés en 2018.,. 
Au début du XXIe siècle, un développement important se produit au nord-ouest de Dalry, sur le site industriel d'une ancienne distillerie qui occupait des terrains à Dalry et à Haymarket. Il s'agit de la distillerie Caledonian, une distillerie de whisky de grain, en activité de 1885 à 1988. Le site est aujourd'hui occupé par 20 acres de logements privés dans un lotissement nommé Dalry Gait. La cheminée de la distillerie, longue de 91 mètres, subsiste et est visible jusqu'à Prince's Street. 
Un ensemble d'installations ferroviaires, le « Dalry Road Depot », existe également à l'est de Dalry, comprenant une gare de marchandises et plusieurs hangars à locomotives. Ceux-ci ont été démolis dans les années 1960 (le hangar principal ayant été démoli en octobre 1965) et transformés en appartements, en parc et en supermarché à la fin du XXe siècle. Le site fait partie de la West Approach Road et d'un parc. L'installation ferroviaire desservait l'ancienne ligne secondaire Wester Dalry, qui faisait partie du Caledonian Railway reliant Leith à Edinburgh Princes Street railway station (en), aujourd'hui disparue. La ligne comptait deux arrêts à Dalry : « Dalry Road » et « Dalry Junction ». La station Dalry Road était une gare de passagers, construite pour répondre à la demande à la suite du boom de la construction de logements à Dalry, et a ouvert en 1894. La station a fermé le 30 avril 1962. La ligne est maintenant fermée et supprimée ; une petite section du quai est visible sur un chemin de parc près d'Orwell Terrace. La section de la ligne entre Haymarket West Junction et la station Dalry Junction est depuis une route, la West Approach Road qui amène le trafic directement au centre-ville.
Un bar situé à l'angle de Downfield Place a été détruit intérieurement par un incendie en 2009. L'effondrement du sol lors de l'incendie a entraîné la mort d'un des pompiers présents. L'enquête ultérieure sur l'incendie de Dalry a conduit à une amende infligée au Scottish Fire and Rescue Service pour manquements à la santé et à la sécurité.

## Le cimetière de Dalry
Le cimetière de Dalry a été conçu par David Cousin (en) en 1846, à la suite du cimetière de Dean à l'ouest et du cimetière de Warriston au nord. Le cimetière est développé et détenu par la Metropolitan Cemetery Association. Il représente une partie de la deuxième vague de construction de cimetières dans la ville, desservant spécifiquement les sections sud-ouest. Il a été construit sur un terrain qui faisait partie du domaine de Dalry, qui a appartenu à plusieurs reprises aux Chieslie. Il comprend 6 acres et est l'un des plus petits cimetières d'Édimbourg. La loge est postérieure à la construction principale et a été ajoutée en 1873, selon un projet du cabinet Peddie et Kinnear. Une arche d'entrée gothique, construite à côté de la loge, a été démolie au XXe siècle. Le cimetière a été surtout utilisé au XIXe siècle. Cependant, il demeure l'emplacement de plusieurs tombes de guerre du Commonwealth du 20e siècle, y compris le lieu de repos de 24 victimes de la Première Guerre mondiale et 2 de la Seconde Guerre mondiale. Au milieu des années 1970, le cimetière est négligé et en grand délabrement. Une campagne de nettoyage et d'amélioration est organisée par le « Action for Dalry Cemetery Group », ce qui donne lieu à une série d'améliorations achevées en septembre 1976. En 1987, le conseil d'Édimbourg acquiert le cimetière et, après une restauration supplémentaire, celui-ci est rouvert en mai 1991. Adjacent au cimetière se trouve une longue ruelle escarpée appelée « Coffin Lane ». La ruelle est délimitée par de hauts murs des deux côtés et a été utilisée comme lieu de meurtre dans plusieurs livres de fiction, notamment le roman Let It Bleed d'Ian Rankin. Le roman Crime d'Irvine Welsh inclut également une référence à Dalry. 

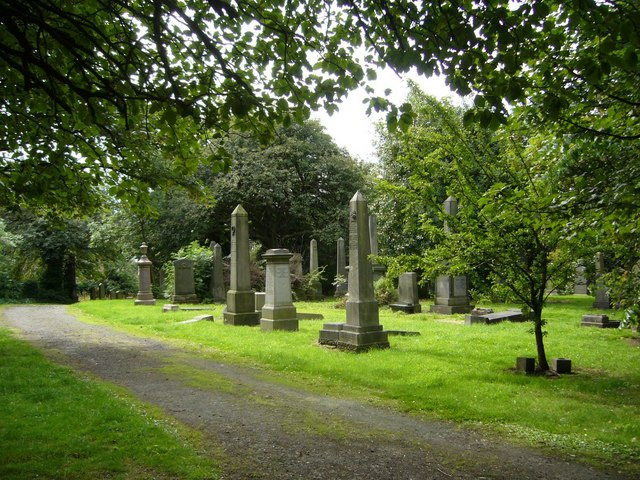
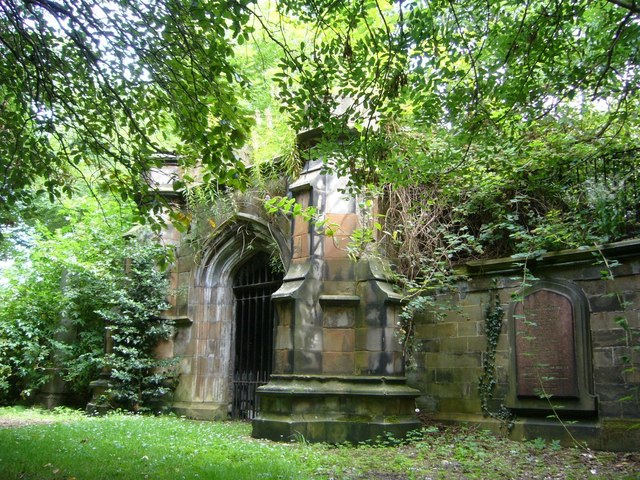
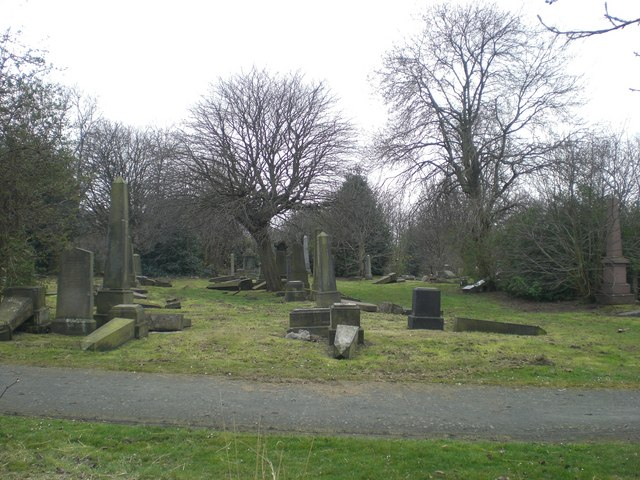
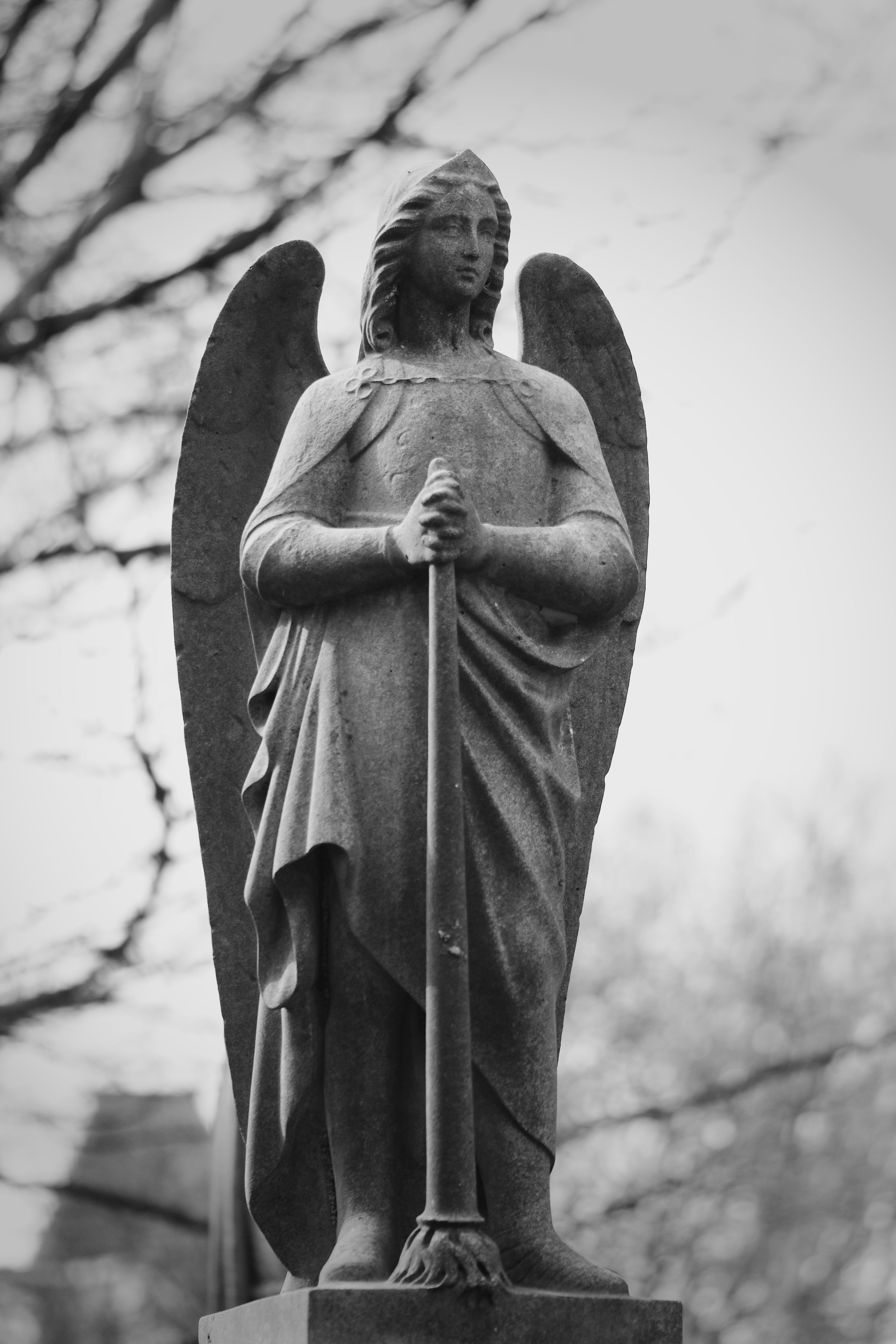
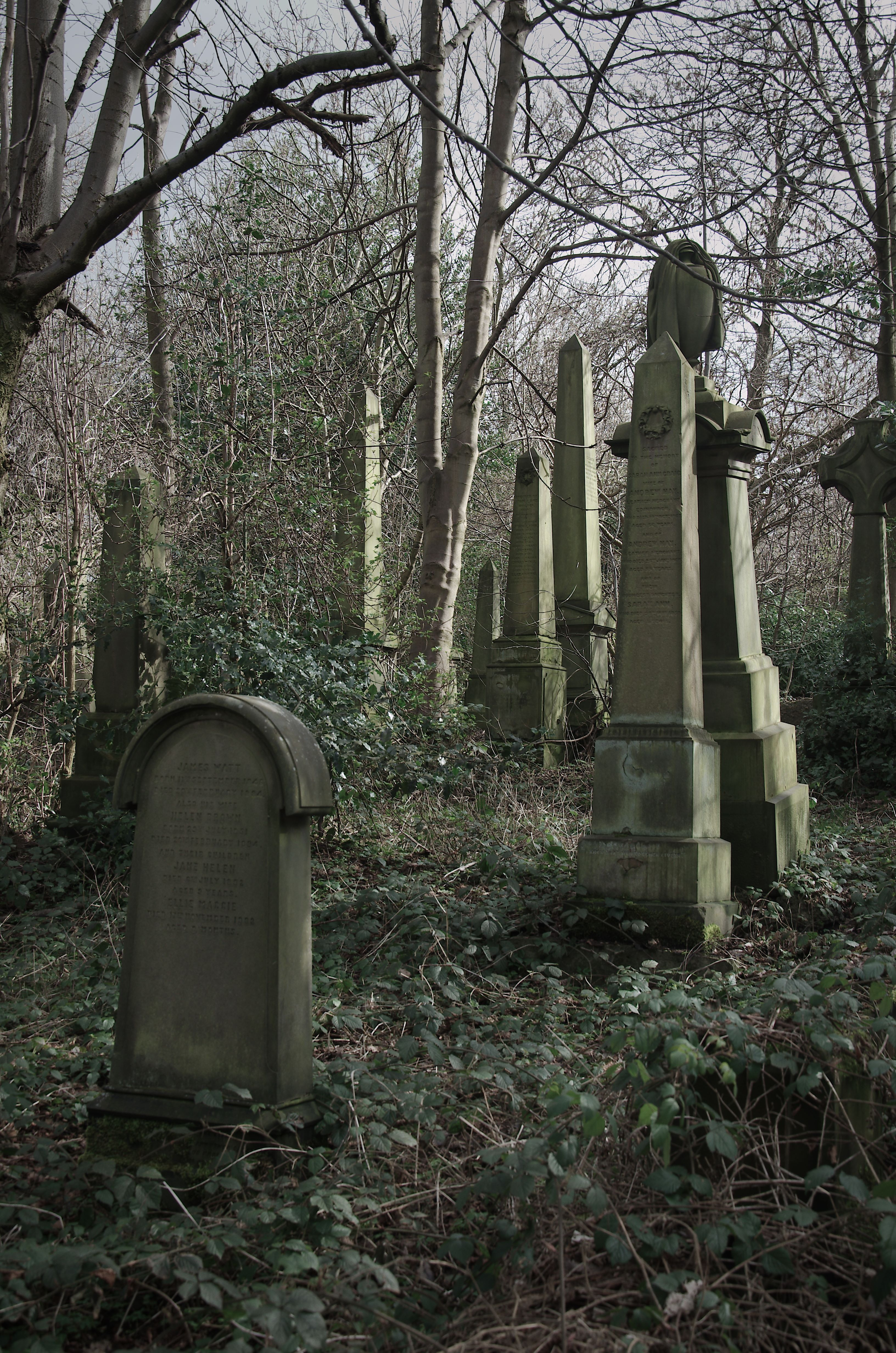
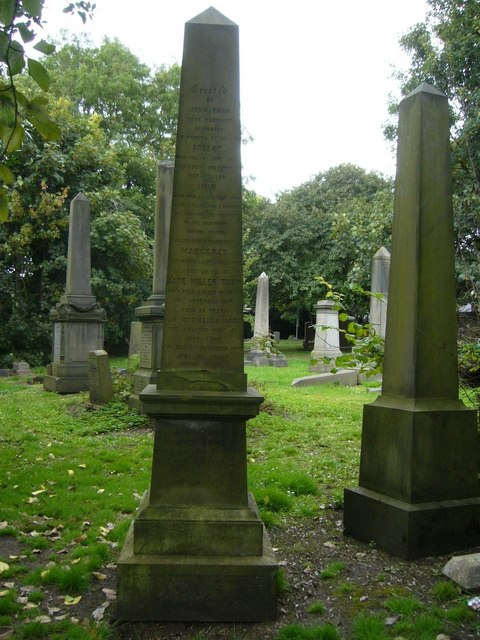